# Carl Fruwirth (Maler)

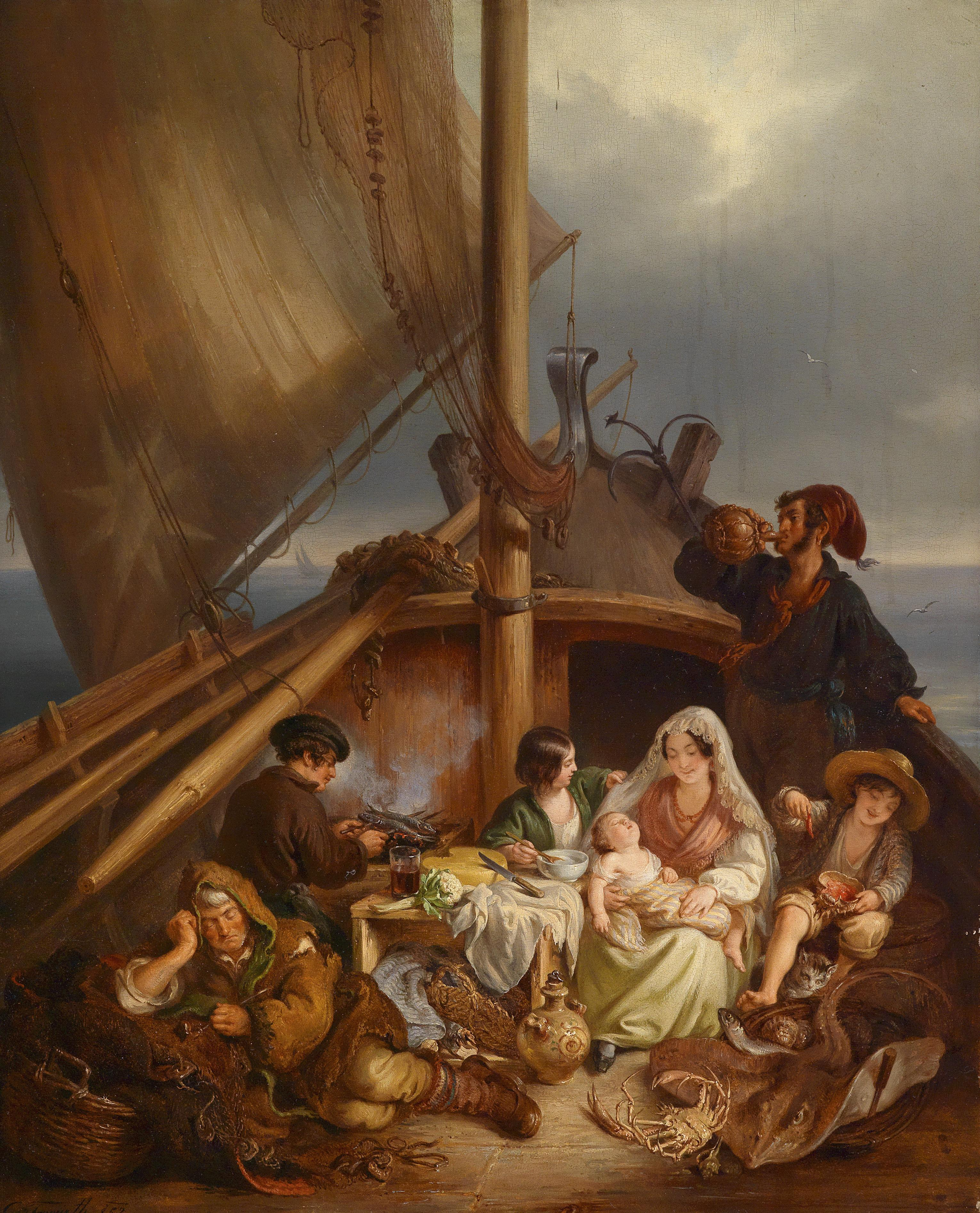
Carl Fruwirth: Neapolitanische Fischerfamilie (1840)

Carl Borromäus Fruwirth (* 24. Januar 1810 in Wien; † 17. Januar 1878 ebenda) war ein österreichischer Genre- und Historienmaler.
Fruwirth wurde als Sohn eines Gewehrfabrikanten geboren. Er studierte zuerst an der Wiener Kunstakademie und setzte sein Studium ab dem 19. Dezember 1833 an der Münchener Kunstakademie fort.
Er besuchte mehrmals Italien, insbesondere Venedig und Neapel, wo er Genrebilder aus dem Leben des italienischen Volkes malte. Fruwirth beschäftigte sich auch mit dem Restaurieren und Kopieren von Werken alter Meister, sammelte auch Kunstwerke.
Sein Sohn Carl (1862–1930) wurde Botaniker und Agrarwissenschaftler.